# Chin Siu-ho
Chin Siu-ho (錢小豪) est un acteur hongkongais notamment connu pour avoir joué avec Jet Li dans The Tai-Chi Master et Fist of Legend. Il est le frère aîné de l'acteur Chin Kar-lok et l'ex-mari de Sharon Kwok Sau-wan.

## Filmographie
- Ten Tigers of Kwangtung (en) (1980)
- Legend of the Fox (en) (1980)
- Two Champions of Shaolin (en) (1981)
- The Rebel Intruders (en) (1980)
- Masked Avengers (en) (1981)
- Mahjong Heroes (1981)
- House of Traps (en) (1982)
- Le Chasseur d'aigles et le Fils prodigue (The Brave Archer and His Mate) (1982)
- Rolls, Rolls, I Love You (1982)
- Brothers From the Walled City (en) (1982)
- Fast Fingers (1983)
- Ghosts Galore (1983)
- Demon of the Lute (1983)
- I Will Finally Knock You Down, Dad! (1984)
- Twinkle, Twinkle Lucky Stars (en) (1985)
- The Man Is Dangerous (1985)
- Mr. Vampire (1985)
- Crazy Shaolin Disciples (1985)
- The Master Strikes Back (1985)
- The Seventh Curse (en) (1986)
- The Story of Doctor Sun Yat-sen (1986)
- Millionaire's Express (en) (1986)
- Love Me Vampire (1986)
- The Final Test (1987)
- New Mr. Vampire (1987)
- Edge of Darkness (1988)
- In the Blood (1988)
- Vampire vs Vampire (1989)
- Into the Fire (1989)
- They Came to Rob Hong Kong (1989)
- The Blonde Fury (1989)
- The Nocturnal Demon (1990)
- Goodbye Hero (1990)
- New Kids in Town (1990)
- The Ultimate Vampire (1991)
- Dead Target (1991)
- Mr. Vampire 1992 (1992)
- Come From China (1992)
- All-Mighty Gambler (1992)
- Hero Dream (1993)
- Happy Partner (1993)
- The Beheaded 1000 (1993)
- Tai-Chi Master (1993)
- Fist of Legend (1994)
- Don't Give a Damn (1995)
- Stooge, My Love (1996)
- Millennium Dragon (1999)
- Undercover Girls  (1999)
- A Battle of Wits (2006)
- Ticket (2008)
- 72 Tenants of Prosperity (2010)
- Vampire Warriors (2010)
- Elite Brigade (2010)
- The Lost Bladesman (2011)
- Rigor Mortis (2013)
- Wudang Rules (2015) (série TV)
- Elite Brigade 3 (2015) (série TV)